# Ungerns damlandslag i ishockey
Ungerns damlandslag i ishockey representerar Ungern i ishockey på damsidan och kontrolleras av det ungerska ishockeyförbundet. 2011 fanns 183 registrerade kvinnliga ishockeyspelare i Ungern. 

## Historik
Laget spelade sin första match den 1 mars 1997, då man förlorade mot Storbritannien med 0-8 i Budapest under en träningsmatch.

### Fotnoter
1. ↑  IIHF, http://www.iihf.com/iihf-home/countries/hungary.html
2. ↑  ”National Teams of Ice Hockey”. Arkiverad från originalet den 2 maj 2016. https://web.archive.org/web/20160502040658/http://www.nationalteamsoficehockey.com/uploads/Hungary_Women_All_Time_Results.pdf. Läst 28 augusti 2011.